# Amphoe Sawi
Sawi (สวี) est un district (amphoe) situé dans la province de Chumpon, dans le sud de la Thaïlande.
Le district est divisé en 11 tambon et 114 muban. Il comprenait près de 70 000 habitants en 2005.